# Parafia Narodzenia św. Jana Chrzciciela w Kozłowicach
Parafia św. Mikołaja i św. Małgorzaty – rzymskokatolicka parafia położona przy ulicy Kluczborskiej 3 w Kozłowicach (gmina Gorzów Śląski). Parafia należy do dekanatu Gorzów Śląski w diecezji opolskiej.

## Historia parafii
Pierwsze wzmianki o drewnianym kościele w Kozłowicach pochodzą z 1679, 1687 i 1688 roku. Jednak aż do XX wieku wieś z kościołem i wiernymi należały do parafii w Gorzowie Śląskim. W 1943 roku, ówczesny proboszcz z Gorzowa Śląskiego - ksiądz Paweł Moszek - zwrócił się do kurii o wydzielenie nowej parafii w Kozłowicach i Jamach. Pierwszym proboszczem-lokalistą został ks. Guenter Rathaj. W 1946 roku został on zmuszony przez ówczesne władze do opuszczenia parafii. Kolejny proboszcz również krótko pracował w parafii. Następny proboszcz, ks. P. Moszek, w 1957 roku zwrócił się do diecezji opolskiej, w sprawie podziału parafii. Dnia 6 sierpnia 1957 roku, ks. J. Wróblewski, będąc już proboszczem, zamieszkał w Kozłowicach, co przyjmuje się jako początek niezależnej parafii w Kozłowicach.
Obecnie proboszczem jest ks. Tomasz Maksymilian Szozda

## Liczebność i zasięg parafii
Parafię zamieszkuje 840 mieszkańców, swym zasięgiem duszpasterskim obejmuje ona miejscowości:
- Kozłowice,
- Jamy.

### Szkoły i przedszkola
- Publiczna Szkoła Podstawowa w Kozłowicach,
- Publiczne Przedszkole w Kozłowicach,
- Publiczne Przedszkole w Jamach[3].

## Inne kościoły i kaplice
Do parafii należą:
- Kościół Narodzenia św. Jana Chrzciciela w Kozłowicach - kościół parafialny,
- Kościół św. Mikołaja w Jamach - kościół filialny[4].

## Duszpasterze

### Proboszczowie
- ks. Günter Rathaj (1943–1946) – był pierwszym samodzielnym duszpasterzem o charakterze lokalisty,
- ks. Teofil Soppa (1946) – przebywał w Kozłowicach bardzo krótko, po jego odejściu opiekę duszpasterską sprawował ks. Paweł Moszek – proboszcz z Gorzowa Śląskiego,
- ks. Józef Wróblewski (1957–1986),
- ks. Alfred Skrzypczyk (1986–2007) – wybudował wraz z parafianami plebanię oraz przeprowadził prace konserwatorsko-remontowe świątyń w Kozłowicach i Jamach,
- ks. Tomasz Szozda - na mocy dekretu ks. arcybiskupa Alfonsa Nossola dnia 17 sierpnia 2007 roku został proboszczem parafii[2].

## Wspólnoty parafialne
- Marianki,
- Ministaranci[2].